# Nova Dibrova, Ciornuhî
Nova Dibrova (în ucraineană Нова Діброва) este un sat în comuna Voronkî din raionul Ciornuhî, regiunea Poltava, Ucraina.

## Demografie
Componența lingvistică a localității Nova Dibrova
     Ucraineană (100%)
Conform recensământului din 2001, toată populația localității Nova Dibrova era vorbitoare de ucraineană (100%).